# Rejon buiński
Rejon buiński (ros. Буинский райо́н, tatar. Буа районы) – rejon w należącej do Rosji autonomicznej republice Tatarstanu.
Rejon leży w południowo-zachodniej części kraju; jego ośrodkiem administracyjnym jest miasto Buinsk. Rejon ma powierzchnię 1543 km²; zamieszkuje go 40 172 osób (wg danych na rok 2021).